# Lijst van films (1920-1929)

## A
- Aan boord van de Sabine (1920)
- Aelita (1924)
- All the Brothers Were Valiant (1923)
- All the Brothers Were Valiant (1928)
- Among Those Present (1921)
- Applause (1929)
- April Folly (1920)
- The Actress (1928)
- The Affairs of Anatol (1921)

## B
- Baas Ganzendonck (1929)
- Bacon Grabbers (1929)
- Bardelys the Magnificent (1926)
- Battleship Potemkin (1925)
- Battling Butler (1926)
- Beauty's Worth (1922)
- Ben-Hur (voluit Ben-Hur: A Tale of the Christ) (1925)
- Bet trekt de 100.000 (1926)
- Beyond the Rainbow (1922)
- Beyond the Rocks (1922)
- Big Business (1929)
- Blackmail (1929)
- Bleeke Bet (1923)
- Bloedgeld (1921)
- Blood and Sand (1922)
- Branding (1929)
- Bride's Play (1922)
- Brown of Harvard (1926)
- Buried Treasure (1921)
- De bruut (1922)
- Die Büchse der Pandora (1929)
- La Boheme (1926)
- The Big Parade (1925)
- The Boob (1926)
- The Bridge of San Luis Rey (1929)
- The Broadway Melody (1929)

## C
- Café Elektric (1928)
- Camille (1921)
- Circus Jim (1922)
- Cirque hollandais (1924, ook bekend als Het Hollandse Circus)
- College (1927)
- Coquette (1929)
- Das Cabinet des Dr. Caligari (1920)
- The Canary Murder Case (1929)
- The Circle (1925)
- The Circus (1928)
- The Cocoanuts (1929)
- The Crowd (1928)
- Un chien andalou (1929)

## D
- A Doll's House (1922)
- De dood van Pierrot (1920)
- Dorothy Vernon of Haddon Hall (1924)
- Down to the Sea in Ships (1922)
- Dr. Jack (1922)
- Dream of Love (1928)
- The Denial (1925)
- The Divine Lady (1929)
- The Dove (1928)
- The Duke Steps Out (1929)

## E
- An Eastern Westerner (1920)
- Eine versunkene Welt (1920)
- Enchantment (1921)

## F
- Faust (1926)
- The Farmer's Wive (1928)
- Feel My Pulse (1928)
- Fifty-Fifty (1925)
- Flesh and the Devil (1926)
- Forsaking All Others (1922)
- Four Walls (1928)
- The Flapper (1920)
- The Freshman (1925)

## G
- A Girl in Every Port (1928)
- Geef ons kracht (1920)
- Get Out and Get Under (1920)
- Grandma's Boy (1922)
- Greed (1924)
- The Gallopin' Gaucho (1928)
- The General (1927)
- The Glimpses of the Moon (1923)
- The Gold Rush (1925)

## H
- Haunted Spooks (1920)
- Häxan (1922)
- He Who Gets Slapped (1924)
- Helleveeg (1920)
- High and Dizzy (1920)
- High Voltage (1929)
- His Secretary (1925)
- Human Wreckage (1923)
- Humoresque (1920)
- The Hill Billy (1924)
- The Hollywood Revue of 1929 (1929)

## I
- I Do (1921)
- Idle Tongues (1924)
- In Old Arizona (1929)
- It (1927)
- It's the Old Army Game (1926)
- L'inhumaine (1924)
- The Iron Mask (1929)

## J
- De Jantjes (1922)
- Der junge Medardus (1923)
- Jane Eyre (1921)
- Le Joueur d'échecs (1927)
- The Jazz Singer (1927)

## K
- A Kiss for Cinderella (1925)
- Kee en Janus naar Berlijn (1923)
- Kee en Janus naar Parijs (1925)
- Kiki (1926)
- The Kid (1921)
- The Kid Brother (1927)

## L
- De leugen van Pierrot (1922)
- Der letzte Mann (1924)
- Lady of the Night (1925)
- Leentje van de zee (1928)
- Little Annie Rooney (1925)
- Little Lord Fauntleroy (1921)
- Love 'Em and Leave 'Em (1926)
- The Last Command (1928)
- The Last of Mrs. Cheyney (1929)
- The Law of the Range (1928)
- The Letter (1929)
- The Lodger: A Story of the London Fog (1927)
- The Love Light (1921)

## M
- De man met de camera (1929)
- Metropolis (1927)
- Miss Lulu Bett (1921)
- M'Liss (1922)
- Moderne Landhaaien (1926)
- Mooi Juultje van Volendam (1924)
- Mottige Janus (1922)
- Mr. Wu (1927)
- My Best Girl (1927)
- The Man Who Played God (1922)
- The Mark of Zorro (1920)
- The Merry Widow (1925)
- The Midshipman (1925)
- The Mysterious Lady (1928)

## N
- Die Nibelungen: Kriemhilds Rache (1924)
- Die Nibelungen: Siegfried (1924)
- Een nacht op het duivelsbed (1928)
- Nanook of the North (1922)
- Napoléon (1927)
- Never Weaken (1921)
- Nosferatu, eine Symphonie des Grauens (1922)
- Now or Never (1921)
- Number, Please? (1920)
- The Navigator (1924)

## O
- Old Clothes (1925)
- Op hoop van zegen (1924)
- Oranje Hein (1925)
- Our Dancing Daughters (1928)
- Our Hospitality (1923)
- Our Modern Maidens (1929)
- The Only Thing (1925)

## P
- La Passion de Jeanne d'Arc (1928)
- Pantserkruiser Potjomkin (1925)
- Paris (1926)
- Peter Pan (1924)
- Plane Crazy (1928)
- Pollyanna (1920)
- Pretty Ladies (1925)
- Proud Flesh (1925)
- The Patriot (1929)
- The Phantom of the Opera (1925)
- The Pilgrim (1923)
- The Plastic Age (1925)

## Q
- Quality Street (1927)

## R
- Recht der jeugd (1921)
- Regen (1929)
- Robin Hood (1922)
- Rose-Marie (1928)
- Rosita (1923)
- The Red Mill (1927)
- The Restless Sex (1920)

## S
- A Sailor-Made Man (1921)
- A Slave of Fashion (1925)
- De schaking van Helena (1925)
- De Storm in het leven (1920)
- Die Sklavenkönigin (1924)
- Sadie Thompson (1928)
- Safety Last! (1923)
- Salammbo (1927)
- Sally, Irene and Mary (1925)
- Salomé (1923)
- Schakels (1920)
- Seven Chances (1925)
- Sherlock Jr. (1924)
- Show People (1928)
- Smilin' Through (1922)
- So Big! (1924)
- Sodom und Gomorrha (1922)
- Souls for Sale (1923)
- Sparrows (1926)
- Spring Fever (1927)
- Steamboat Willie (1928)
- Street Angel (1928)
- Suds (1920)
- Sunrise: A Song of Two Humans (1927)
- Sunrise (1928)
- The Saturday Night Kid (1929)
- The Show Off (1926)
- The Street of Forgotten Men (1925)
- The Student Prince (1923)
- The Student Prince (1927)

## T
- Tagebuch einer Verlorenen (1929)
- Tell It to the Marines (1926)
- Telling the World (1928)
- Tempest (1928)
- Tess of the Storm Country (1922)
- The Taxi Dancer (1927)
- The Ten Commandments (1923)
- The Three Musketeers (1921)
- Those Who Dance (1924)
- Three Ages (1923)
- Through the Back Door (1921)
- Tide of Empire (1929)
- Tramp, Tramp, Tramp (1926)
- Twelve Miles Out (1927)
- Two Arabian Knights (1928)

## U
- The Understanding Heart (1927)
- The Unknown (1927)
- Underworld (1927)
- Untamed (1929)

## V
- Eine versunkene Welt (1920)
- Het verborgen leven (1920)
- Verdwaalde zielen (1923)
- Voorbeschikten (1920)

## W
- De waterrad des doods (1921)
- The Way of All Flesh (1928)
- The Wind (1928)
- The Working Man (1924)
- West Point (1928)
- When Knighthood Was in Flower (1922)
- While Paris Sleeps (1923)
- White Shadows in the South Seas (1928)
- Why Change Your Wife? (1920)
- Why Worry? (1923)
- Wine of Youth (1924)
- Wings (1927)
- Winners of the Wilderness (1927)

## Y
- The Young Diana (1922)

## Z
- De Zwarte Tulp (1921)
- Zuster Brown (1921)